# Santa Rita kommun, Copán
Santa Rita är en kommun i Honduras.   Den ligger i departementet Departamento de Copán, i den västra delen av landet, 210 km väster om huvudstaden Tegucigalpa. Antalet invånare är 23 773. Arean är 292 kvadratkilometer.
Terrängen i Santa Rita är kuperad.
Följande samhällen finns i Santa Rita:
- Santa Rita